# Sōya Takahashi
Sōya Takahashi (japanisch 高橋 壮也 Takahashi Sōya; * 29. Februar 1996 in Matsue) ist ein japanischer Fußballspieler.

## Karriere
Takahashi erlernte das Fußballspielen in der Schulmannschaft der Rissho University Shonan High School. Seinen ersten Vertrag unterschrieb er 2014 bei Sanfrecce Hiroshima. Der Verein spielte in der höchsten Liga des Landes, der J1 League. Für den Verein absolvierte er 23 Erstligaspiele. Zwei Jahre war er zwischendurch auch leihweise für die J.League U-22 Selection aktiv. Im Juli 2018 wurde er an den Zweitligisten Fagiano Okayama ausgeliehen und absolvierte für den Klub vier Ligaspiele. Im August 2019 wechselte er nach Schweden zum AFC Eskilstuna und ein Jahr später schloss er sich dort dem Umeå FC an. Die Spielzeit 2021 verbrachte Takahashi in den USA beim Oakland Roots SC und seit dem Sommer 2022 steht er wieder beim Umeå FC unter Vertrag.